# Fresnoy-en-Chaussée
Fresnoy-en-Chaussée és un municipi francès situat al departament del Somme i a la regió dels Alts de França. L'any 2007 tenia 109 habitants.

## Demografia

### Població

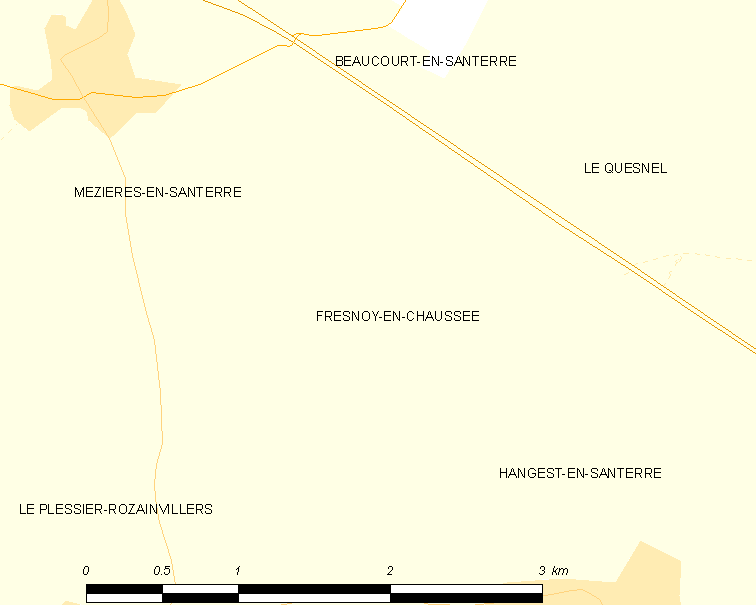

El 2007 la població de fet de Fresnoy-en-Chaussée era de 109 persones. Hi havia 40 famílies de les quals 4 eren unipersonals (4 dones vivint soles i 4 dones vivint soles), 12 parelles sense fills i 24 parelles amb fills.

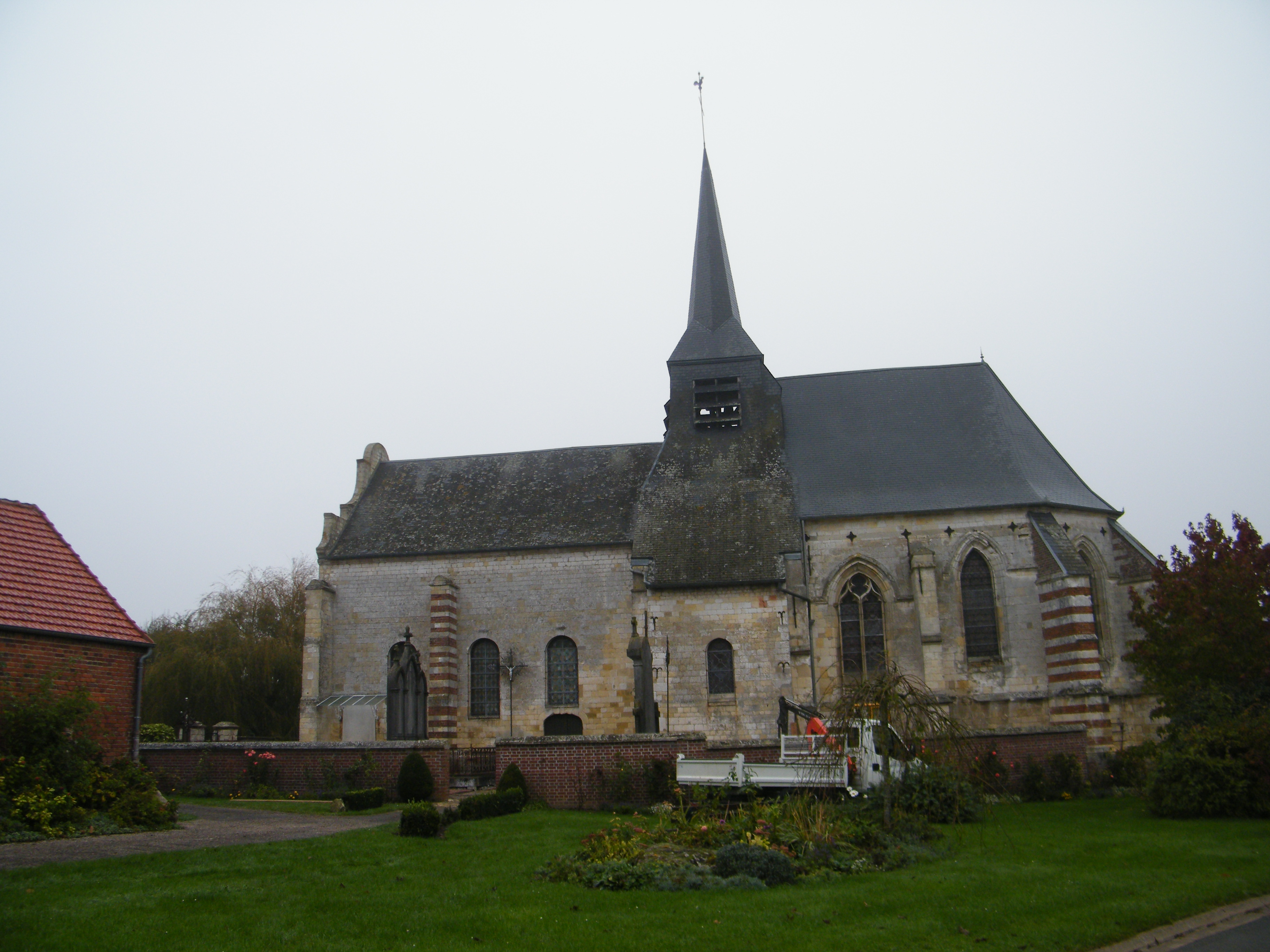

La població ha evolucionat segons el següent gràfic:
Habitants censats

### Habitatges

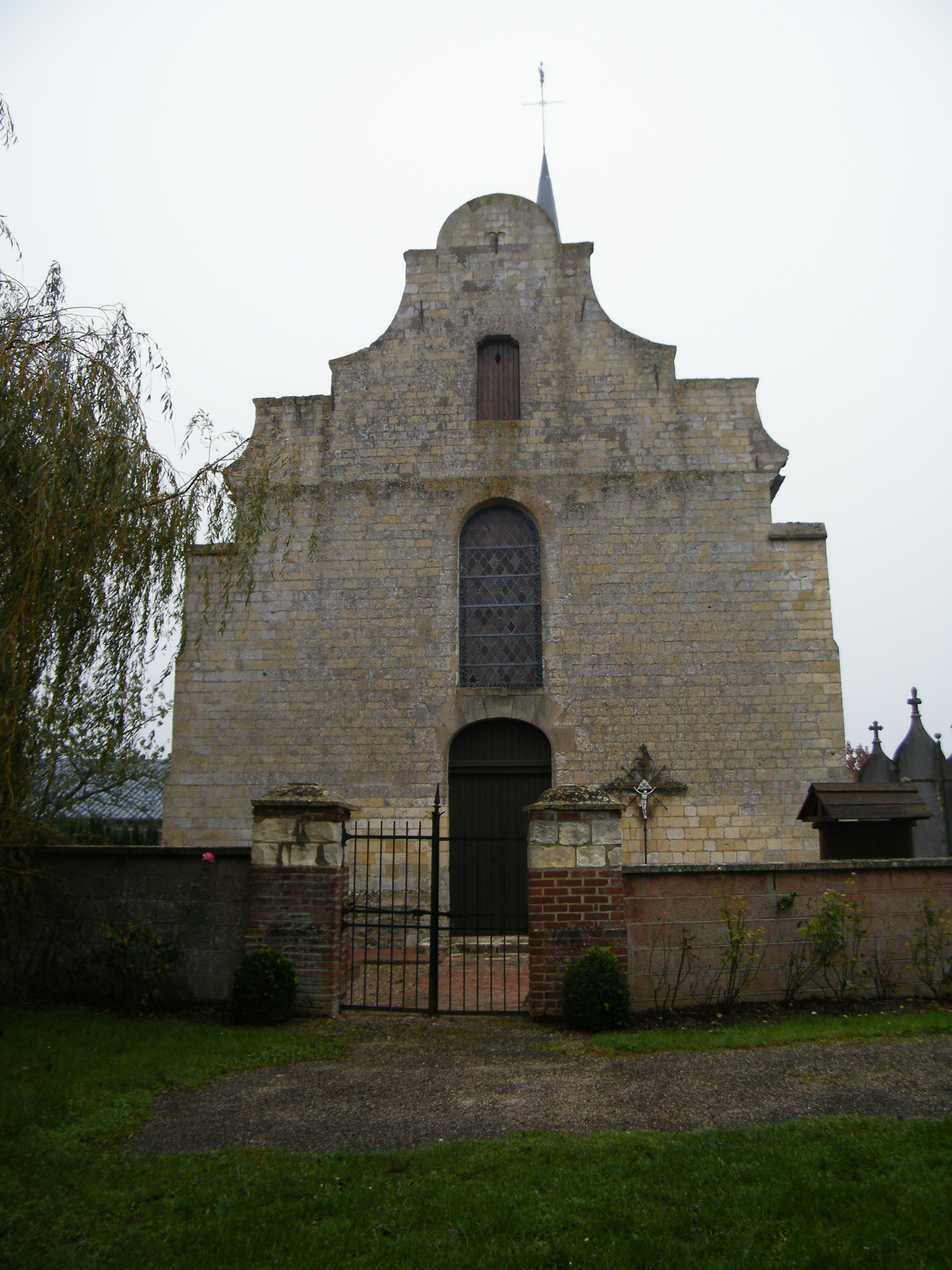

El 2007 hi havia 46 habitatges, 40 eren l'habitatge principal de la família, 4 eren segones residències i 2 estaven desocupats. Tots els 46 habitatges eren cases. Dels 40 habitatges principals, 36 estaven ocupats pels seus propietaris, 3 estaven llogats i ocupats pels llogaters i 1 estava cedit a títol gratuït; 4 tenien tres cambres, 10 en tenien quatre i 25 en tenien cinc o més. 29 habitatges disposaven pel capbaix d'una plaça de pàrquing. A 8 habitatges hi havia un automòbil i a 28 n'hi havia dos o més.

### Piràmide de població
La piràmide de població per edats i sexe el 2009 era:
| Homes | Edats   | Dones |
| ----- | ------- | ----- |
| 0     | 95 o +  | 0     |
| 0     | 90 a 94 | 0     |
| 0     | 85 a 89 | 0     |
| 0     | 80 a 84 | 4     |
| 0     | 75 a 79 | 4     |
| 0     | 70 a 74 | 0     |
| 4     | 65 a 69 | 4     |
| 0     | 60 a 64 | 0     |
| 0     | 55 a 59 | 0     |
| 4     | 50 a 54 | 0     |
| 8     | 45 a 49 | 8     |
| 0     | 40 a 44 | 4     |
| 0     | 35 a 39 | 0     |
| 0     | 30 a 34 | 4     |
| 8     | 25 a 29 | 4     |
| 4     | 20 a 24 | 0     |
| 16    | 15 a 19 | 4     |
| 0     | 10 a 14 | 4     |
| 4     | 5 a 9   | 0     |
| 0     | 0 a 4   | 8     |

## Economia

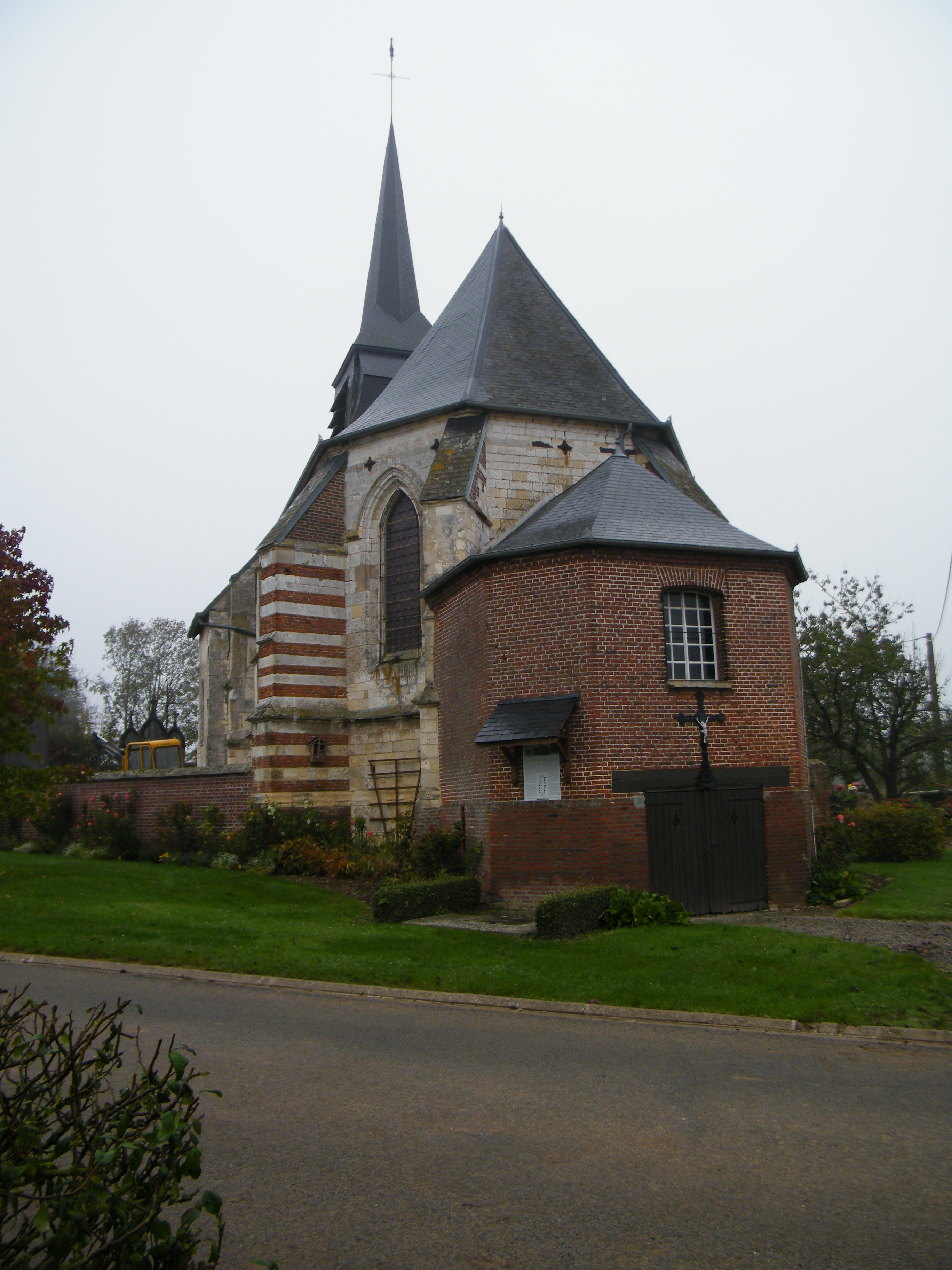

El 2007 la població en edat de treballar era de 77 persones, 66 eren actives i 11 eren inactives. De les 66 persones actives 62 estaven ocupades (32 homes i 30 dones) i 4 estaven aturades (2 homes i 2 dones). De les 11 persones inactives 8 estaven jubilades i 3 estaven estudiant.
Activitats econòmiques

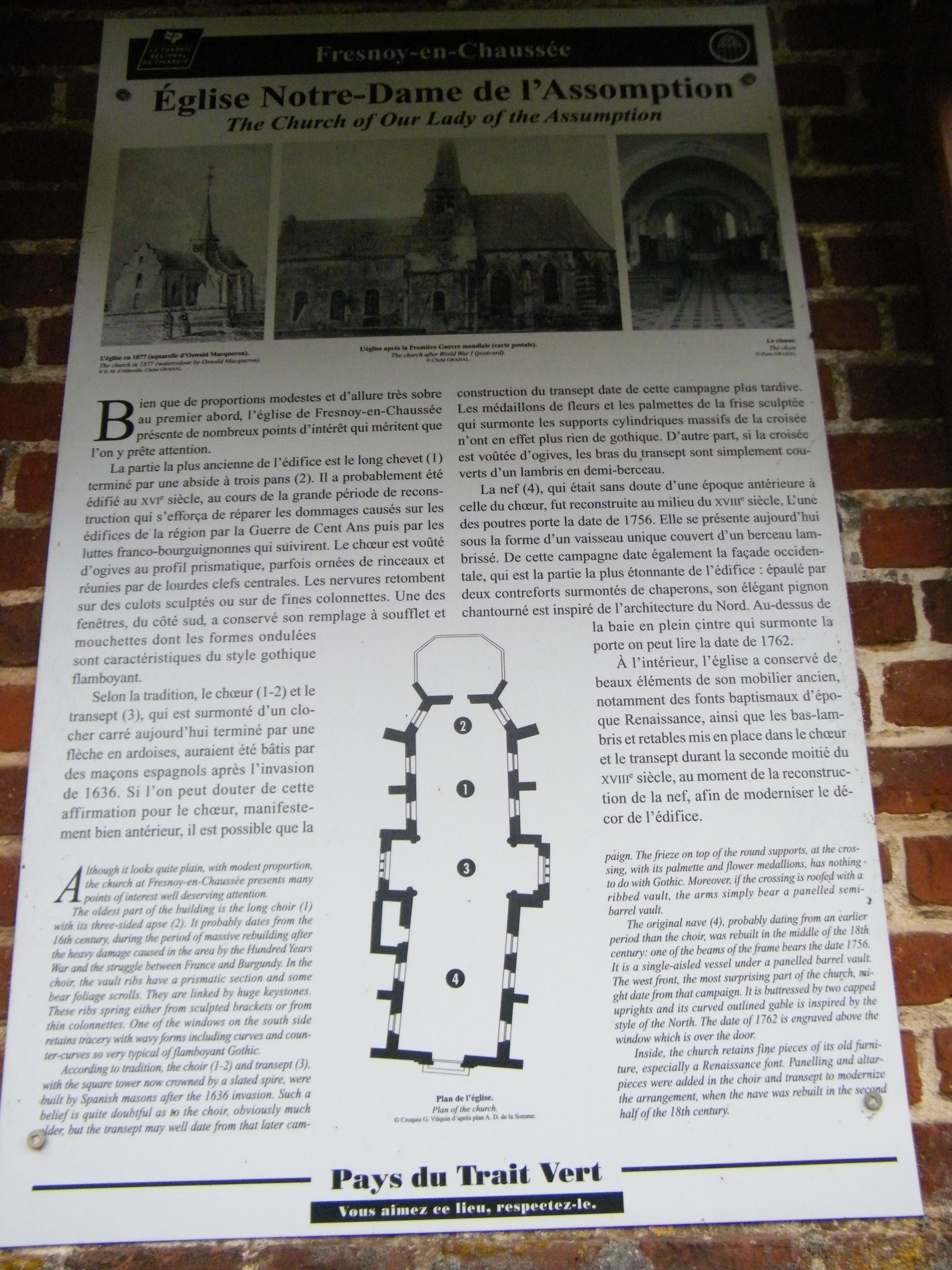

L'únic establiment que hi havia el 2007 era d'una empresa de comerç i reparació d'automòbils.

## Poblacions més properes

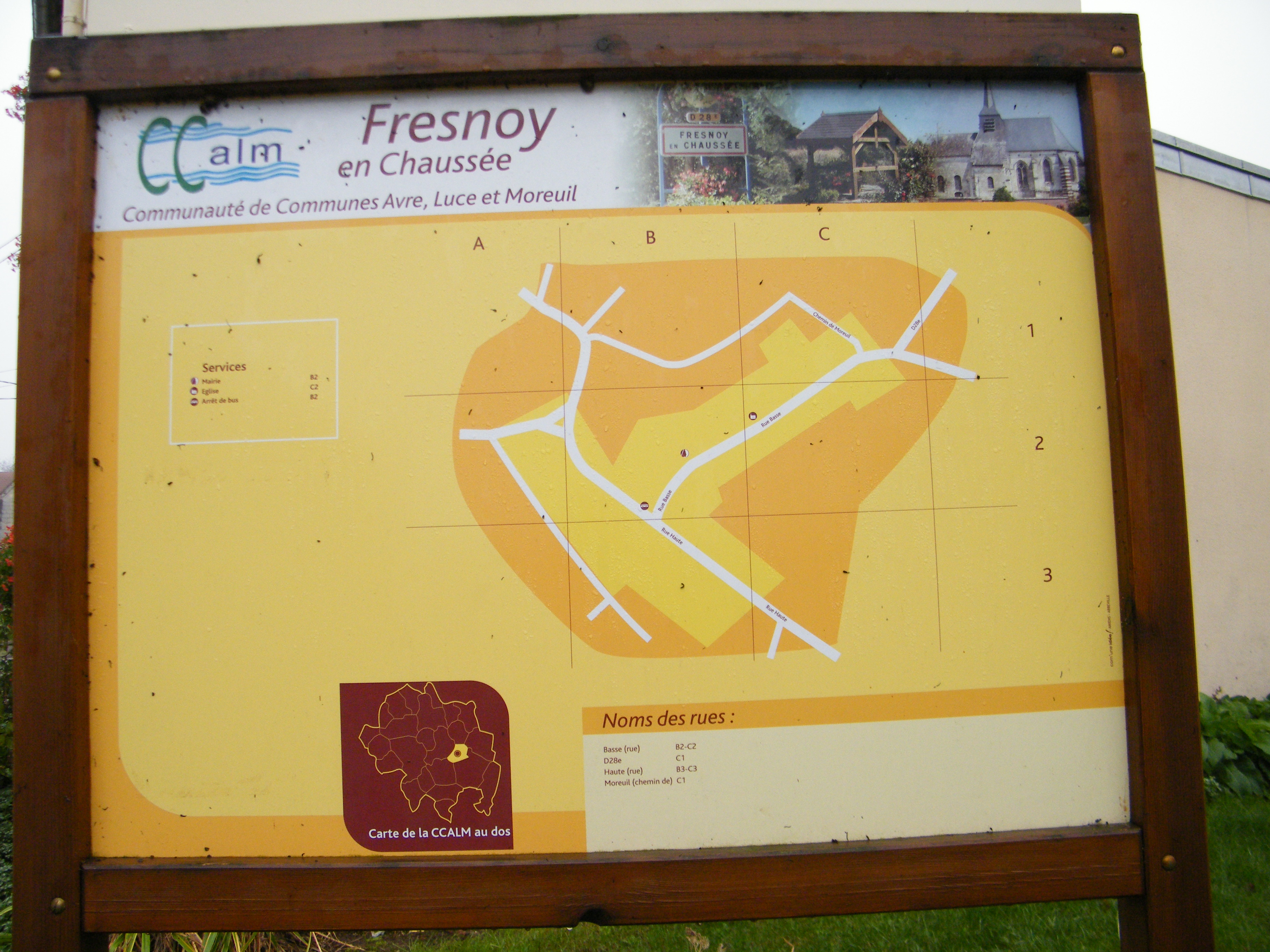

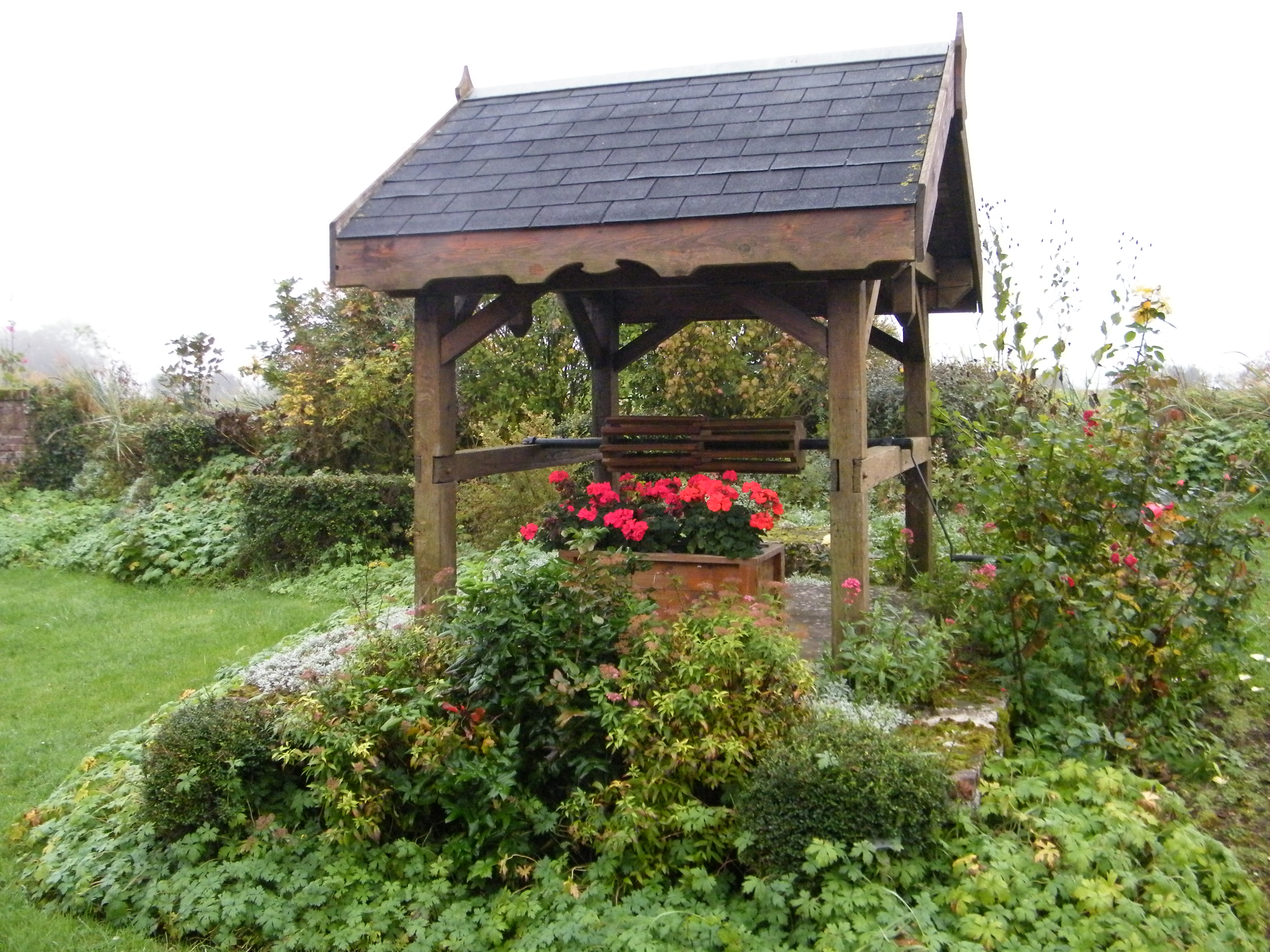

El següent diagrama mostra les poblacions més properes.